# Pierre Bourquenoud
Pierre Bourquenoud (* 21. November 1969 in Vaulruz) ist ein ehemaliger Schweizer Radrennfahrer.

## Karriere
Bourquenoud begann seine Radsportlaufbahn als Amateur beim VC Pédale Bulloise. 1996 erhielt Bourquenoud seinen ersten Profivertrag bei der Schweizer Mannschaft PMU Romand. Seinen ersten Sieg als Berufsradfahrer feierte er bei der Leimentalrundfahrt, wenig später liess er bei Sierre–Loye einen zweiten Erfolg folgen. Weitere Podestplatzierungen konnte er bei der Hegiberg-Rundfahrt und in der Gesamtwertung der Ostschweizer Rundfahrt herausfahren.
In der Saison 1997 erhielt die Mannschaft einen neuen Sponsor und hiess fortan Post Swiss Team. Bourquenoud blieb der Formation treu und konnte seinen einzigen Sieg in diesem Jahr beim Kriterium von Lancy erringen. Mit seinen Mannschaftskollegen von Pédale Bulloise (Cédric Fragnière, Yvan Haymoz, Daniel Paradis) sicherte er sich die Silbermedaille bei den Schweizer Meisterschaften im Mannschaftszeitfahren. Erstmals machte der Jungprofi auch international auf sich aufmerksam, als er in der Gesamtwertung der Hessen-Rundfahrt Dritter hinter Kai Hundertmarck und Christian Henn werden konnte. Diese Erfolge konnte Bourquenoud allerdings in den beiden folgenden Jahren nicht mehr bestätigen, auf einen weiteren Sieg musste er bis ins Jahr 2000 hinein warten. Beste Platzierungen in dieser Zeit waren zweite Ränge beim Kriterium von Muhen und beim GP Winterthur.
Zur Saison 2000 wechselte Bourquenoud wie auch viele seiner Teamkollegen zum neugegründeten Schweizer Team Phonak Hearing Systems. Im Juni konnte er endlich seine drei Jahre andauernde Zeit ohne Sieg beenden und gewann den Grand Prix Winterthur. Später gelang ihm bei der Tour du Doubs in Frankreich ein dritter Platz. Einen weiteren Sieg verpasste er dann im September beim Grand Prix des Maggiatals hinter Mannschaftskollege Lukas Zumsteg als Zweiter nur knapp. Ausserdem konnte er noch fünf weitere Male unter die besten Sieben diverser Rennen fahren.
Seine besten Ergebnisse in der Saison 2001 waren ein zweiter Platz beim Grand Prix Winterthur und die Silbermedaille bei den Schweizer Nationalmeisterschaften hinter Martin Elmiger. Zudem schloss er die Tour du Jura als Dritter ab und eroberte zwei weitere Top-Zehn-Plätze. Trotzdem wurde sein Vertrag bei Phonak Ende 2001 nicht verlängert.
Deswegen schloss sich Bourquenoud 2002 der französischen Equipe Saint-Quentin–Oktos an. Bei der Vuelta Ciclista de Chile im März konnte er die abschliessende Etappe, ein Rundstreckenrennen in Santiago, für sich entscheiden. Bei der Schweizer Meisterschaft holte er Bronze, während er bei der Tour de la Somme und der Tour du Doubs jeweils den zweiten Rang erreichte.
Vor der Saison 2003 unterschrieb Bourquenoud dann bei der Mannschaft Jean Delatour und wurde für seine erste Grand Tour, die Tour de France, die in diesem Jahr den 100. Geburtstag feierte, nominiert. Auf der achten Etappe musste er das Rennen allerdings aufgeben. Unter dem neuen Namen R.A.G.T. Semences-MG Rover nahm das Team auch 2004 wieder an der Frankreich-Rundfahrt teil, erneut stand Bourquenoud im Kader. Dieses Mal erreichte er das Ziel in Paris, und zwar als 130. der Gesamtwertung. Nach Ende der Saison 2004 beendete der Schweizer dann seine Laufbahn als Berufsradfahrer.

## Erfolge
1996
- Leimentalrundfahrt
- Sierre–Loye

1997
- Schweizer Meisterschaften im Mannschaftszeitfahren

2000
- Grand Prix Winterthur

2001
- Schweizer Meisterschaften (Strassenrennen)

2002
- eine Etappe Vuelta Ciclista de Chile
- Schweizer Meisterschaften (Strassenrennen)

## Grand Tour-Gesamtwertung
| Grand Tour            | 1998 | 1999 | 2000 | 2001 | 2002 | 2003 | 2004 |
| --------------------- | ---- | ---- | ---- | ---- | ---- | ---- | ---- |
| Giro d’ItaliaGiro     | −    | −    | −    | −    | −    | −    | −    |
| Tour de FranceTour    | −    | −    | −    | −    | −    | DNF  | 130  |
| Vuelta a EspañaVuelta | 60   | −    | −    | −    | −    | −    | −    |